# معجم مرعشي الطبي الكبير
مُعجَم مرعَشي الطَّبَّيّ الكبير (بالإنجليزية: Marashi's Grand Medical Dictionary)‏ هو مُعجمٌ طبيٌ كتبه الطبيب السوري محمد مرعشي، ويُعد من أشهر المعاجم الطبية باللغة العربية. يُوجد منه طبعتان، إحداهما (عربي-إنجليزي) والأخرى (إنجليزي-عربي). صدرت الطبعة الأولى منه عام 2005 عبر مكتبة لبنان ناشرون. قدّم للكتاب محمد الجوادي وهو أستاذ أمراض القلب بجامعة الزقازيق في مصر.

## المؤلف
مُحمد أُسامة مَرْعَشِي هو طبيبٌ ومحاضٌر جامعي سوري، وُلد في حلب عام 1944، وتخرج بدرجة بكالوريوس الطب والجراحة من جامعة دمشق عام 1970. مُتخصص في طب التوليد والنسائيات. كما عمل محاضرًا في المعهد الصحي بحلب في الفترة ما بين 1994 حتى 1997. تُوفي في 15 مايو 2020 عن عمرٍ ناهز 76 عامًا.

## وصلات خارجية
- الموقع الرسمي لقاموس الدكتور محمد أسامة مرعشي